# روبرت ایوانوف
روبرت ایوانوف (فنلاندی: Robert Ivanov؛ زادهٔ ۱۹ سپتامبر ۱۹۹۴) بازیکن فوتبال اهل فنلاند است.
وی همچنین در تیم ملی فوتبال فنلاند بازی کرده‌است.